# Theodore William Richards
Theodore William Richards (Germantown, Pensilvânia, 31 de janeiro de 1868 — Cambridge, 2 de abril de 1928) foi um químico estadunidense.

## Vida
Seus pais foram  William T. Richards, pintor, e Anna Matlack, poeta. Primeiramente foi educado por sua mãe e, posteriormente, viajou para a Inglaterra e França. Em 1883 entrou no Colégio Haverford, na Pensilvânia, graduando-se em ciências em 1885, posteriormente ingressando na Universidade de Harvard. Após obter o doutorado em 1888 passou um ano na Alemanha, onde estudou com Viktor Meyer, lecionando na Universidade de Leipzig, Universidade de Göttingen e na Universidade Técnica de Dresden.
De volta a Harvard em 1891 foi nomeado professor assistente de química, instrutor e, finalmente, professor em 1901. Em 1912 assumiu a cátedra Erving de química e a direção do Laboratório Wolcott Gibbs.
Recebeu o Nobel de Química de 1914, por seus trabalhos para a determinação dos pesos atômicos de mais de vinte e cinco elementos, com quatro cifras decimais. Em 1914 descobriu um isótopo do chumbo, acreditando-se que seja um dos pioneiros da isotopia.
Participou da Comissão Internacional de Pesos Atômicos. Também realizou trabalhos notáveis no campo da termoquímica, eletroquímica e calorimetria. Assim como sobre a dilatação e compressão dos gases. O professor Richards recebeu diversas honrarias e graus de doutor honoris causa em todas as partes do mundo.
Muitos dos seus trabalhos foram publicados nos Proceedings da American Academy of Arts and Sciences, que presidiu entre 1919 e 1921.
Em sua homenagem a Northeastern Section da American Chemical Society criou a Medalha Theodore William Richards.

## Homenagens
- 1910 - Medalha Davy[2]
- 1911 - Prémio Faraday[3]
- 1912 - Prémio Willard Gibbs[4]
- 1914 - Nobel de Química[5]
- 1914 - Presidente da American Chemical Society[6]
- 1916 - Medalha Franklin[7]
- 1917 - Presidente da American Association for the Advancement of Science[6]
- 1919/1921 - Presidente da American Academy of Arts and Sciences[6]
- 1922 - Medalha Le Blanc[8]
- 1922 - Medalha Lavoisier (SCF)[9]

## Publicações selecionadas

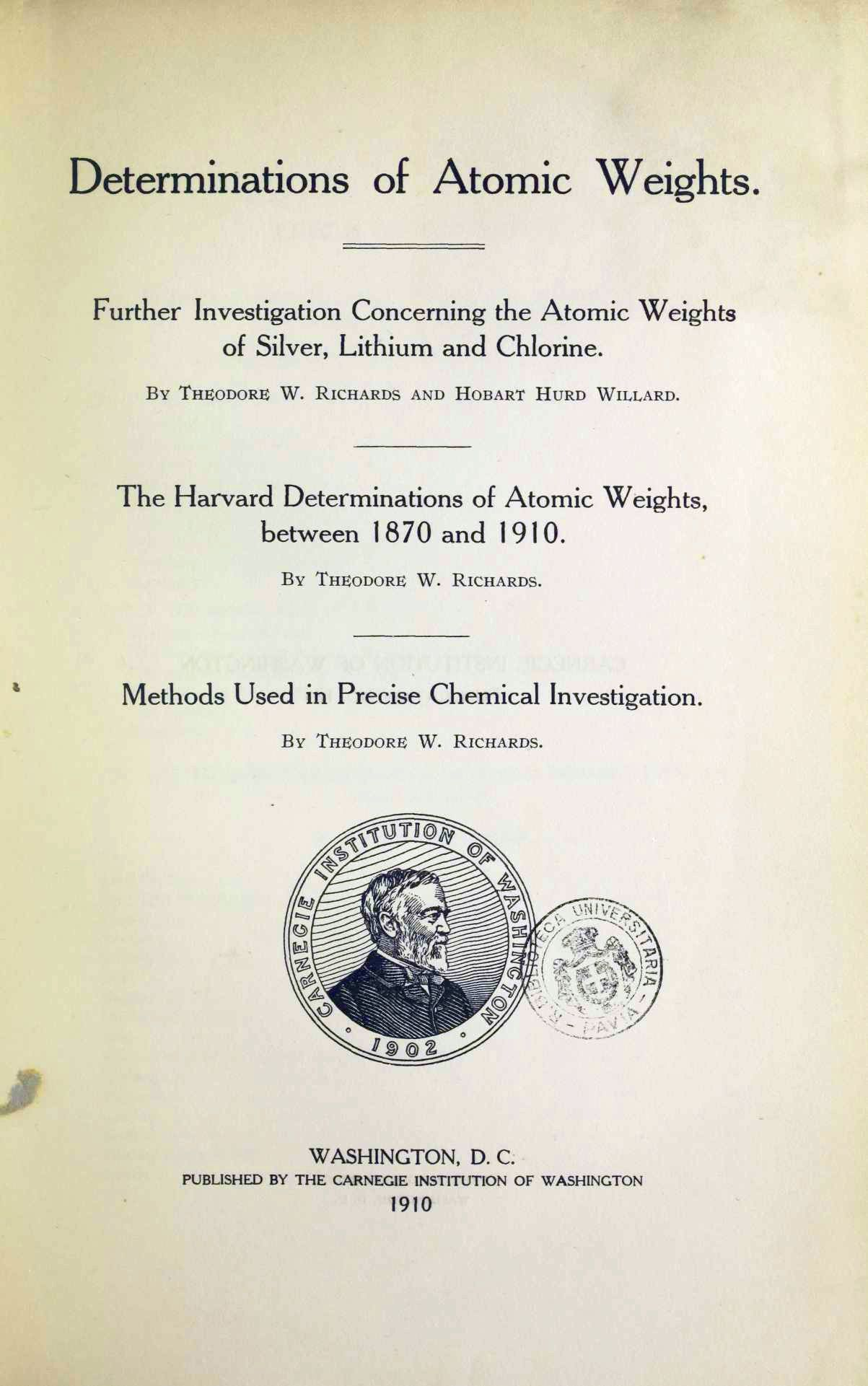
Determinations of atomic weights, 1910

- Richards, Theodore W.; Forbes, George Shannon (1906). «Energy Changes Involved in the Dilution of Zinc and Cadmium Amalgams». Carnegie Institution of Washington. Carnegie Institution Report: 1–68. theodore richards atomic.
- Determinations of atomic weights (em inglês). Washington: Carnagie Institution of Washington. 1910
- Richards, Theodore W. (1913). The Scientific Work of Morris Loeb. [S.l.]: Harvard University Press. theodore richards.
- Richards, Theodore W. (1915). «Concerning the Compressibilities of the Elements, and Their Relations to Other Properties». American Chemical Society. Journal of the American Chemical Society. 37 (7): 1643–1656. PMC 1090843. PMID 16576032. doi:10.1021/ja02172a001